# 本間順治
本間順治（ほんま じゅんじ、1904年（明治37年）4月16日 - 1991年（平成3年）8月29日）は、日本の刀剣学者。文学博士、号は薫山（くんざん）。古刀研究の権威であり、本間美術館初代館長、日本美術刀剣保存協会会長などを務めた。山形県飽海郡（後の酒田市）出身。

## 略歴
1904年（明治37年）4月16日生。酒田本間家出身（9代当主・本間光弥の甥）。本間家は俗謡にうたわれたほどの日本有数の豪商。曽祖父の本間家7代当主・本間光美が大の刀好きで、幼少の頃より光美の日本刀の手入れを間近に見て育つ。外祖父も刀の目利きとして知られ、父も順治を目利きにすべく激励し、本家当主である伯父や従兄弟も大いに援助した。
國學院大學在学中、国文学と日本美術史を学ぶかたわら刀剣の鑑識を本格的に学びたく、遠縁で愛刀家の三矢宮松に相談し、今村長賀の高弟である刀剣鑑定師の神津伯（本職は海軍省水路部技師）に弟子入り、5年間修業する。三矢と荻野仲三郎の推薦により、大学卒業後は文部省の国宝調査嘱託となり、鑑識の実力をつける。
戦後、国立博物館（後の東京国立博物館）調査課長となり、1947年（昭和22年）には本間美術館初代館長も務める。「昭和の刀狩り」と言われたGHQによる日本刀接収の際には、日本刀の美術的価値を説き、粘り強く交渉して多くの刀を救った。1950年（昭和25年）の文化財保護法施行とともに文化財保護委員会（後の文化庁）美術工芸課長に就任、1960年（昭和35年） に退任後は専門審議会委員を務めた。
日本美術刀剣保存協会設立し、同協会初代会長。 1991年（平成3年）8月29日 に死去。
号の「薫山」の由来について、弟子の渡邉妙子（佐野美術館館長）は、本間自身の話として以下のように述べている。本間は刀を見て納得した時に鼻をクンクンと鳴らす癖があり、文化財保護委員会の同僚から「クンさん」という綽名を付けられ、これが「薫山」の由来であるという。本間薫山は新刀研究の第一人者である佐藤寒山とともに「両山」と称された。

## 家族
- 曽祖父・本間光美(1836-1913) ‐ 本間家7代当主。同6代当主・光暉の二男。幕末の庄内藩の軍用金を賄い、維新後、酒田県権大属、司農方生産掛、勧農掛などを経て40歳で隠居、1888年に本立銀行を設立し頭取[4]（同行は1928年に出羽銀行に吸収され、のち荘内銀行に統合[5]）。日本刀愛好家として知られ、生涯に約2000振りを蒐集、順治に影響を与えた[1]。
- 祖父・本間光輝（1854-1922)  ‐ 本間家8代当主。光美の長男。
- 伯父・本間光弥（1876-1929） ‐ 本間家9代当主で光輝の長男、本立銀行頭取[6]。姻戚に須藤憲三（長女の夫の弟の岳父）[7]。
- 母・すなを ‐ 光輝の娘で、光弥の妹[8]
- 父・本間敬冶（旧姓服部、1877-） ‐ 本立銀行取締役。鶴岡藩士・服部弥惣の二男で、光輝の婿養子[8]。父の弥惣は参勤交代で上京の際、町研師宅に入り浸って名刀に触れ、目利きとして知られ、光美の日本刀コレクションに名刀を加えた[1]。
- 弟・本間祐介
- 妻 ‐ 酒井了明の曾孫で、黒崎研堂の孫、黒崎幸吉の姪。1928年に結婚。大伯父大伯母に酒井了恒、酒井調良、白井久井、叔母の夫に三矢宮松。[9]
- 子・本間紀男（1932-2015） ‐ 彫刻家、仏像彫刻研究家、工学博士。東京芸術大学彫刻科卒。[10][11]

## 著作物

### 著書
- 1939年（昭和14年） - 『日本刀』 岩波書店
- 1958年（昭和33年） - 『日本古刀史』 日本美術刀剣保存協会
- 1974年（昭和49年） - 『薫山刀話』 東京出版
- 1943年（昭和18年） - 『日本刀の話』 春陽堂文庫
- 1944年（昭和19年） - 『日本刀分類目録』 郷六貞治（編） 春陽堂
- 1979年（昭和54年） - 『名刀の見どころ極めどころ』 刀剣春秋新聞社

### 共著
- 1933年（昭和8年） - 『岩波講座日本歴史. 第10』 国史研究会（編） 岩波書店
- 1934年（昭和9年） - 『日本刀講座』（第3巻・第6巻・第9巻・第10巻） 佐藤貫一・他（著） 雄山閣

### 編纂
- 1935年（昭和10年） - 『名刀図譜』 大塚巧芸社
- 1936年（昭和11年） - 『国宝刀剣図譜』 岩波書店
- 1938年（昭和13年） - 『刀剣目録』 細川護立家政所
- 1943年（昭和18年） - 『光徳刀絵図集成』 本阿弥光徳（画） 便利堂
- 1948年（昭和23年） - 『名刀集美』 日本美術刀剣保存協会
- 1975年（昭和50年） - 『相州伝名作集』 大塚巧芸社

### 共編
- 1964年（昭和39年） - 『肥後金工大鑑』 佐藤貫一、加島進（編） 日本美術刀剣保存協会
- 1961年（昭和36年） - 『正宗とその一門』 佐藤貫一（編） 日本美術刀剣保存協会

### 校閲
- 1975年（昭和50年） - 『日本刀の話』 石井昌国（編著） 雄山閣出版

### 講述
- 1960年（昭和35年） - 『相日本刀の見どころについて』 大東急記念文庫
- 1964年（昭和39年） - 『刀華会講話 : 名刀のみどころ極めどころ. 第1集』 刀剣春秋新聞社編集局（編） 刀華会
- 1965年（昭和40年） - 『刀華会講話 : 名刀のみどころ極めどころ. 第2-3集』 刀剣春秋新聞社編集局（編） 刀華会
- 1968年（昭和43年） - 『刀華会講話 : 名刀のみどころ極めどころ. 第4集』 刀剣春秋新聞社編集局（編） 刀華会

## 交流のあった愛刀家
- 榊原浩逸
- 山本悌二郎
- 杉山茂丸
- 伊東巳代治
- 小比木忠七郎 ‐ 福島県史蹟調査主任[12]
- 内田良平
- 小倉惣右衛門 ‐ 刀商
- 平井千葉
- 鞘文 ‐ 鞘師
- 斎藤茂一郎 ‐ 南昌洋行社長[13]
- 神津伯 ‐ 刀剣鑑定師
- 国藤慶太 ‐ 刀剣鑑定師
- 岡島太十 ‐ 名古屋の味噌屋
- 松本勝次郎
- 松谷豊次郎 ‐ 刀商
- 瀬戸保太郎
- 篠原三千郎
- 石黒久呂 ‐ 刀商
- 中島喜代一
- 黒川幸七（3代目）
- 渡辺三郎
- 山田復之助 ‐ 鉱山学者、昭和鉱業会長
- 大塚栄吉 ‐ 大塚工場（後の古河産機システムズ）創業者
- 林原一郎
- 大塚惟精
- 馬場一衛
- 堀井俊秀
- 柴田政太郎
- 須藤宗次郎
- 加島勲
- 服部栄一